# Сентябрь 2011 года

Список событий сентября 2011 года.

## События
- 1 сентября
  - Россия и Украина признали Национальный переходный совет Ливии единственным действующим правительством страны[1][2].
  - Более ста человек погибли в результате наводнения в Нигерии[3].
  - В СМИ появились сообщения о создании вируса JX-594, способного поражать раковые клетки[4].
  - Таджикистан и Тувалу установили дипломатические отношения[5].

- 2 сентября
  - 21 человек погиб в авиакатастрофе самолёта CASA 212, принадлежащего ВВС Чили, вблизи островов Хуан-Фернандес[6].
  - Японский император Акихито официально назначил Ёсихико Ноду премьер-министром страны и утвердил назначенных им 17 членов кабинета[7].
  - Опубликован доклад комиссии ООН по расследованию инцидента с захватом «Флотилии свободы» израильским спецназом в мае 2010 года, публикация вызывала обострение отношений между Израилем и Турцией[8].
  - Казахстан и Гватемала установили дипломатические отношения[9].

- 3 сентября
  - В Сан-Томе и Принсипи состоялась инаугурация нового президента Мануэла Пинту да Кошты[10].
  - Жертвами тайфуна «Талас» в Японии стали 20 человек, свыше 50 человек числятся пропавшими без вести[11].
  - В Душанбе (Таджикистан) прошёл саммит глав государств СНГ[12].

- 4 сентября
  - Первая атомная электростанция Ирана «Бушер» подключена к электросети[13].
  - В Тэгу (Республика Корея) завершился чемпионат мира по легкой атлетике. Первое место заняла сборная США[14].

- 5 сентября
  - Эмир Катара Хамад бин Халифа Аль Тани получил ранение в результате покушения, совершенного в Дохе[15].
  - В Пакистане задержан один из лидеров «Аль-Каиды» Юнис аль-Мавритани[16].
  - Начался судебный процесс в отношении бывшего премьер-министра Исландии Гейра Хорде, на которого возлагается ответственность за разрастание финансового кризиса в стране в 2008 году[17].

- 6 сентября
  - Турция понизила уровень дипломатических отношений с Израилем и заморозила военное сотрудничество[18].
  - В Россию с государственным визитом прибыла королева Дании Маргрете II[19].
  - Состоялась торжественная церемония начала введения в эксплуатацию первой нитки газопровода «Северный поток»[20].
  - Состоялось назначение трёх новых полпредов президента РФ: Олега Говоруна в ЦФО, Николая Винниченко в СЗФО, Евгения Куйвашева в УФО[21].
  - Истребитель МиГ-31 потерпел катастрофу в Пермском крае[22].

- 7 сентября
  - Взрыв около здания Высшего суда в Нью-Дели (Индия). Погибли 10 человек, 50 ранены[23].
  - Под Ярославлем разбился чартерный Як-42 с хоккеистами клуба «Локомотив». Погибли 44 человека, 1 выжил[24][25].

- 8 сентября
  - В Австралии стартовал Чемпионат мира по ралли[26].
  - Молдавия и Монако установили дипломатические отношения[27].
  - На месте старого футбольного и легко-атлетического стадиона Делле Альпи в Турине (Италия) открыт новый футбольный стадион Ювентус Стэдиум, являющийся домашним стадионом для «Ювентуса».

- 9 сентября
  - В Кабо-Верде состоялась инаугурация нового президента Жорже Карлуша Фонсеки[28].
  - Президент США Барак Обама объявил чрезвычайное положение в штатах Нью-Йорк и Пенсильвания в связи с дождями и наводнениями, вызванными остатками тропического шторма Ли, приведшими к эвакуации ста тысяч человек[29].
  - В Окленде (Новая Зеландия) стартовал седьмой чемпионат мира по регби[30].

- 10 сентября
  - Около 80 американских солдат были ранены и 2 афганских гражданских лица погибли в результате атаки террориста-смертника из движения «Талибан» на американскую базу в восточном Афганистане[31].
  - На острове Лидо закрылся 68-й Венецианский кинофестиваль. Статуэтку «Золотого льва» получил российский фильм Александра Сокурова «Фауст»[32].
  - Разгромлено посольство Израиля в Каире, после того, как митингующая толпа ворвалась вовнутрь здания посольства. Его сотрудники были эвакуированы в экстренном порядке после вмешательства египетских спецслужб, последовавшего по настоянию президента США Барака Обамы. В результате погибли до 4 участников штурма и более 1000 были ранены[33][34][35][36].
  - У берегов Занзибара перевернулся паром, погибло около 200 человек[37].
  - Шри-Ланка и Сальвадор установили дипломатические отношения[38].
  - Неожиданно ушёл в отставку главный экономист Европейского центрального банка Юрген Старк[39].

- 11 сентября
  - Сборная России по пляжному футболу выиграла чемпионат мира, обыграв в финале сборную Бразилии[40].
  - В Гватемале прошёл первый тур президентских и парламентских выборов. Во второй тур президентских выборов вышли представитель правой Патриотической партии Отто Перес Молина и Мануэль Бальдисон от партии «Обновлённая демократическая свобода»[41].
  - Австралийская теннисистка Саманта Стосур выиграла Открытый чемпионат США по теннису, одержав в финале победу над американкой Сереной Уильямс[42].

- 12 сентября
  - Обладательницей титула «Мисс Вселенная 2011» стала представительница Анголы Лейла Лопес[43].
  - На АЭС Маркуль во Франции произошёл взрыв. В результате инцидента один человек погиб, по меньшей мере четыре пострадали[44].
  - В Иране введён в эксплуатацию первый энергоблок Бушерской АЭС[45].

- 13 сентября
  - В Нью-Йорке открылась 66-я сессия Генеральной Ассамблеи ООН[46].
  - В Кабуле прогремело четыре мощных взрыва — у здания посольства США, кабульской штаб-квартиры НАТО, штаба пограничной полиции и городского управления дорожной полиции; талибы прорвались в особо охраняемый квартал города, где расположены многие правительственные учреждения и дипломатические посольства зарубежных стран[47].
  - Победителями открытого чемпионата США по теннису стали Новак Джокович среди мужчин и Саманта Стосур среди женщин[48][49].

- 14 сентября
  - 30 человек погибли в авиакатастрофе самолёта Embraer 120ER ВВС Анголы при взлёте из аэропорта в Уамбо[50].
  - В Белоруссии отменены ограничения по курсообразованию национальной валюты[51].
  - Михаил Прохоров на экстренном брифинге подписал документ о прекращении деятельности нынешнего исполкома партии «Правое дело»[52].
  - Израиль и Гана восстановили дипломатические отношения после 38-летнего перерыва[53].
  - Кыргызстан и Тувалу установили дипломатические отношения[54].

- 15 сентября
  - В Сочи открылся X Международный форум «Сочи-2011»[55].
  - В Дании прошли парламентские выборы. Оппозиционная левоцентристская «красная» коалиция во главе с Хелле Торнинг-Шмитт получила 89 мест в Фолькетинге против 86 у правящей «синей» коалиции[56].
  - В Астрахани открылся VIII Форум межрегионального сотрудничества России и Казахстана[57].
  - В Москве открыт памятник Муслиму Магомаеву[58].
  - В Дагестане учреждён новый праздник — День единства народов Дагестана[59].

- 16 сентября
  - В Сирии при подавлении акции протестов оппозиции погибло 34 человека[60].
  - Совет Безопасности ООН принял резолюцию, учреждающую Миссию ООН по поддержке в Ливии (МООНПЛ) и частично отменяющую санкции, введённые против этой страны[61].
  - В Белоруссии отменён переход на зимнее (сезонное) время «с целью согласованного с государствами-участниками Таможенного союза исчисления времени»[62].
  - На зрителей авиашоу (англ.) в Неваде упал самолёт (англ.)[63].
  - Армения и Гондурас установили дипломатические отношения[64].
  - Мальдивская Республика и Бенин установили дипломатические отношения[65].

- 17 сентября
  - В Сирии оппозиция создала национальный совет[66].
  - Внеочередные выборы сейма Латвии[67]. Победила партия «Центр согласия»[68].
  - Генеральная Ассамблея ООН признала действующим ливийским правительством Переходный национальный совет и предоставила ему право представлять страну в организации. Была принята резолюция ООН по Ливии, смягчающая финансовое и оружейное эмбарго[69].
  - Российская делегация Совета Федерации прибыла в Сирию для содействия внутрисирийскому диалогу[70].

- 18 сентября
  - В индийском штате Сикким произошло землетрясение с магнитудой 6.9. На территории Индии, Непала и Китая 66 человек погибли, 322 ранены[71].
  - Сборная Испании защитила титул чемпионов Европы по баскетболу, одержав победу в финальном матче над сборной Франции[72].
  - Независимость Абхазии признало островное государство Тувалу[73].

- 19 сентября
  - Неизвестные хакеры проникли в компьютерную сеть крупнейшего в Японии оборонного подрядчика — Mitsubishi Heavy Industries[74].
  - Международное рейтинговое агентство Standard & Poor's понизило суверенный кредитный рейтинг Италии[75].
  - В Цхинвале было подписано заявление об установлении дипломатических отношений между Южной Осетией и тихоокеанским государством Тувалу[76].

- 20 сентября
  - Африканский союз признал Национальный переходный совет Ливии единственной законной властью этой страны[77].
  - Парламент Словении проголосовал за отставку левоцентристского правительства премьер-министра Борута Пахора[78].
  - В Кабуле террористами-смертниками убит бывший президент Афганистана, председатель Высшего Совета Мира Бурхануддин Раббани[79].
  - Количество статей в русскоязычной Википедии превысило количество статей в Википедии на японском языке; таким образом, русскоязычная Википедия достигла седьмого места по количеству статей среди всех разделов Википедии[80].
  - В Замбии прошли президентские и парламентские выборы. На президентских выборах победил лидер оппозиции Майкл Сата[81][82].
  - Грузия установила дипломатические отношения с Габоном и Малави[83].
  - Прокуратура Анкары признала взрыв в районе Кызылай террористическим актом[84].
  - Украина отменила переход на зимнее время, оставив в качестве постоянного время второго часового пояса плюс один час[85][86].

- 21 сентября
  - Валентина Матвиенко избрана спикером Совета Федерации[87].
  - С космодрома Байконур стартовала ракета-носитель «Протон-М» со спутником военного назначения «Космос-2473»[88][89].
  - В американском штате Джорджия приведён в исполнение смертный приговор, вынесенный двадцать лет назад убийце полицейского Трою Дэвису[90].

- 22 сентября
  - Исследовательский центр Европейской организации по ядерным исследованиям (ЦЕРН) заявил об обнаружении в эксперименте OPERA субатомных частиц, которые могут двигаться со скоростью, превышающей скорость света[91].
  - В Махачкале произошёл двойной террористический акт[92].
  - Рок-группа R.E.M. объявила о своём распаде[93].
  - Бывший премьер-министр Ливии Багдади аль-Махмуди приговорён в Тунисе к шести месяцам тюрьмы за незаконный въезд в страну[94].

- 23 сентября
  - Европейский союз ввёл новые санкции против Сирии[95].
  - Президент Йемена Али Абдалла Салех вернулся на родину после трёхмесячного лечения в Саудовской Аравии[96].
  - В Киеве на Михайловской площади произошли столкновения между активистами студенческой организации «Прямое действие» и милицией[97].
  - Приведён к присяге новый президент Замбии Майкл Сата[82].
  - В Москве открылся XII съезд партии Единая Россия, на котором должен быть утверждён партийный список по выборам в Государственную думу[98].
  - Открылась 4-я Московская биеннале современного искусства[99].
  - Председатель Палестинской автономии Махмуд Аббас подал официальную заявку в ООН о признании независимости Государства Палестина[100].
  - Премьер-министр Кыргызстана Алмазбек Атамбаев передал свои полномочия первому вице-премьеру Омурбеку Бабанову на время предвыборной кампании[101].

- 24 сентября
  - Владимир Путин согласился баллотироваться в президенты России на Президентских выборах 2012 года, приняв предложение Дмитрия Медведева[102].
  - В ОАЭ прошли выборы половины 40-местного парламента[103].
  - Испания и Кирибати установили дипломатические отношения[104].

- 25 сентября
  - Во Франции прошли выборы в сенат. Левые партии получили большинство впервые с момента основания Пятой Республики в 1958 году[105].
  - Король Саудовской Аравии Абдалла предоставил женщинам избирательное право на муниципальном уровне[106].
  - Произошла авиакатастрофа в Непале: самолёт модели Beechcraft, следовавший с горы Эверест в аэропорт столицы государства — Катманду, в нескольких километрах от пункта назначения загорелся в воздухе и рухнул на землю. Погибли все находившиеся на борту — всего 19 человек (из них 18 погибли непосредственно во время катастрофы, а один человек умер в больнице)[107].
  - Кенийский бегун Патрик Макау поставил новый мировой рекорд в Берлинском марафоне[108].
  - В болгарском селе Катуницы начались антицыганские волнения, вызванные гибелью молодого болгарина под колесами автомобиля, принадлежавшего клану цыганского криминального авторитета. В последующие дни массовые протестные выступления перекинулись на крупные города Болгарии, включая Пловдив и Софию[109].

- 26 сентября
  - В Абхазии состоялась инаугурация нового президента республики Александра Анкваба[110].
  - Министр финансов РФ Алексей Кудрин подал в отставку[111].
  - Премьер-министр Испании Хосе Луис Родригес Сапатеро распустил парламент и назначил досрочные выборы на 20 ноября 2011 года[112].
  - Последняя в истории Каталонии коррида состоялась в Барселоне[113].
  - В беспорядках в Йемене погибло более сотни человек[114].
  - Массовые акции протеста прошли в Марокко[115].
  - В Греции протестующие захватили здание телеканала[116].
  - Египетская авиакомпания Egypt Air возобновляет полёты в Ливию[117].
  - В Кении скончалась лауреат Нобелевской премии мира, защитница окружающей среды Вангари Маатаи[118].
  - В Баку открылся 16-й чемпионат мира по боксу[119].
  - Итальянская нефтегазовая группа ENI возобновила добычу нефти в Ливии на месторождении Абу-Аттифел[120].
  - Куба и Бутан установили дипломатические отношения[121].

- 27 сентября
  - Премьер-министром Абхазии назначен Леонид Лакербая, ранее занимавший пост вице-премьера[122].
  - Апелляционный Совет американского бюро патентов и торговых марок отказал компании Apple в регистрации термина «multi-touch» в качестве торговой марки[123].
  - Столкновение поездов в Шанхайском метро. Пострадали более 260 человек[124].
  - В США начат судебный процесс над личным врачом Майкла Джексона[125].
  - Украина и Соломоновы Острова установили дипломатические отношения[126].
  - Белоруссия и Андорра установили дипломатические отношения[127].

- 28 сентября
  - Кубинцам впервые с 1959 года разрешили продавать и покупать автомобили[128].
  - Росавиация аннулировала сертификат авиакомпании «Кавминводыавиа»[129].
  - Парламент Швейцарии утвердил закон, запрещающий ношение в общественном месте паранджи, бурки, никаба или другой одежды, скрывающей лицо[130].
  - Экс-министр информации Египта Анаса аль-Фикки (англ.) приговорён к 7 годам тюрьмы[131].
  - В Болгарии арестован цыганский барон Кирилл Рашков (болг.)[132].
  - В Словении назначена дата досрочных парламентских выборов[133].
  - Совет Федерации ратифицировал соглашения о базах в Абхазии и Южной Осетии[134].
  - В столкновениях на севере Косово пострадали более 10 человек[135].
  - Белград и Приштина отменили запланированные переговоры[136].
  - Парламент Греции одобрил новый налог на недвижимость[137].
  - В Афинах произошли столкновения демонстрантов с полицией[138].
  - Во Франции началась общенациональная забастовка учителей[139].
  - Жертвами тайфуна «Несат» на Филиппинах стали 18 человек[140].

- 29 сентября
  - В Москве умерла режиссёр фильмов «Семнадцать мгновений весны» и «Три тополя на Плющихе» Татьяна Лиознова[141].
  - В Дагестане при взрыве автомобиля погибли 6 человек[142].
  - В Болгарии продолжаются антицыганские акции протеста[143].
  - В Китае запущена космическая лаборатория «Тяньгун-1» — первый тестовый модуль, необходимый для строительства будущей китайской космической станции[144].
  - Парламент Кыргызстана объявил вне закона казино и залы игровых автоматов[145].

- 30 сентября
  - В Подмосковье начал работу Открытый форум гражданских активистов «Последняя осень» с участием известных оппозиционных политиков и общественных деятелей (по 2 октября)[146].
  - Ускоритель Тэватрон официально завершил свою работу[147].
  - Из-за лесных пожаров вокруг Братска в городе объявлен режим чрезвычайной ситуации[148].
  - В столице Чили Сантьяго прошла многотысячная демонстрация, участники которой потребовали увеличить госрасходы на образование[149].